# Geleen

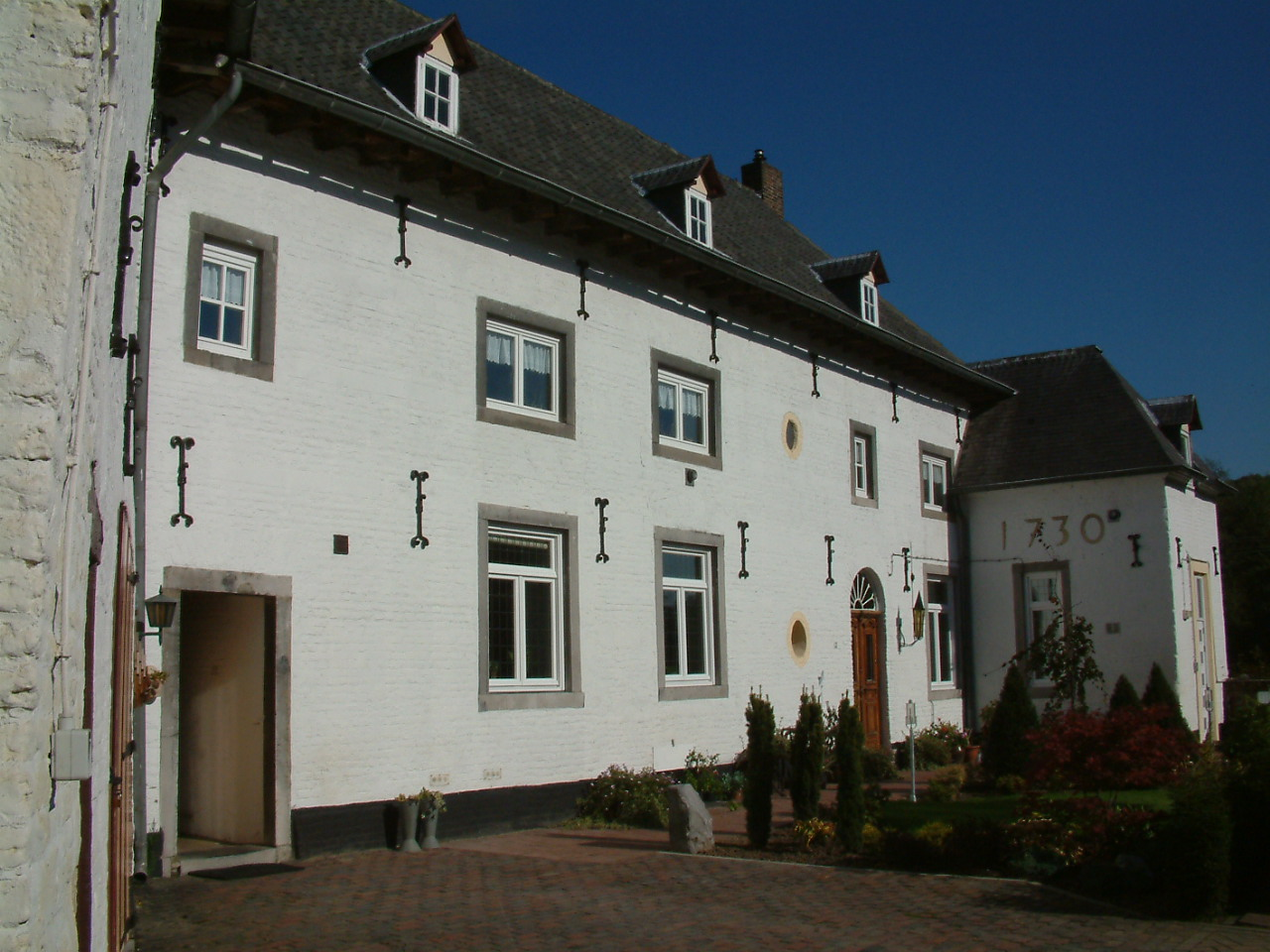
St. Jans-Geleens slott.

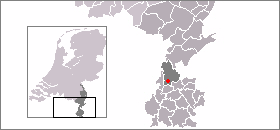
Geleens geografiska läge.

Geleen (limburgiska: Gelaen) är en stad med cirka 32 000 invånare (2016) i den nederländska kommunen Sittard-Geleen i provinsen Limburg.